# Salicòrnia menuda
Halopeplis amplexicaulis, la salicòrnia menuda o salicòrnia nana és una espècie de  plantes amb flors de la família amarantàcies i de la subfamília de les Salicornioideae on també es troben altres gèneres de plantes pròpies d'indrets amb sòls salins (halòfits) semblants. Tots ells pertanyien tradicionalment a la família de les quenopodiàcies, abans que el Grup per a la filogènia de les angiospermes proposés incloure tota aquesta família dins de les amarantàcies.
La salicòrnia menuda és la única espècie del seu gènere amb presència als Països Catalans, concretament al Parc Natural del Fondo, a la província d'Alacant.
Degut a la seva raresa, està protegida, amb la categoria de Espècie vulnerable. tant dins del País Valencià (ordre 2/2022, per la qual s’actualitzen els llistats valencians d’espècies protegides de flora i fauna) com a la península Ibèrica (també s'han trobat algunes poblacions a Portugal, Andalusia i als Monegros).

## Descripció
És una Planta anual, suculenta que pot arribar a mesurar un pam d'alçada, poc o molt decumbent (prostrada), ramificada, glabra i glauca (amb una pàtina pruïnosa). A diferència d'altres salicorns, no tenen les tiges articulades i presenta fulles alternes que són (sobretot les de la base de les branques globuloses) amplexicaules (abracen la tija per llur base). Com altres salicorns les flors sèssils,  molt menudes i nombroses, es presenten agrupades de tres en tres i ocupen una concavitat que es forma en una bràctea que porta la inflorescència. Les flors tenen un únic estam i un ovari amb dos estigmes (més llargs que l'ovari)

## Taxonomia
Aquesta espècie va ser descrita per Martin Vahl l'any 1791 amb el nom de Salicornia amplexicaulis. El 1866 es va proposar canviar-la de gènere i passar-la al gènere Halopeplis de nova creació.